# Krausnicker Berge

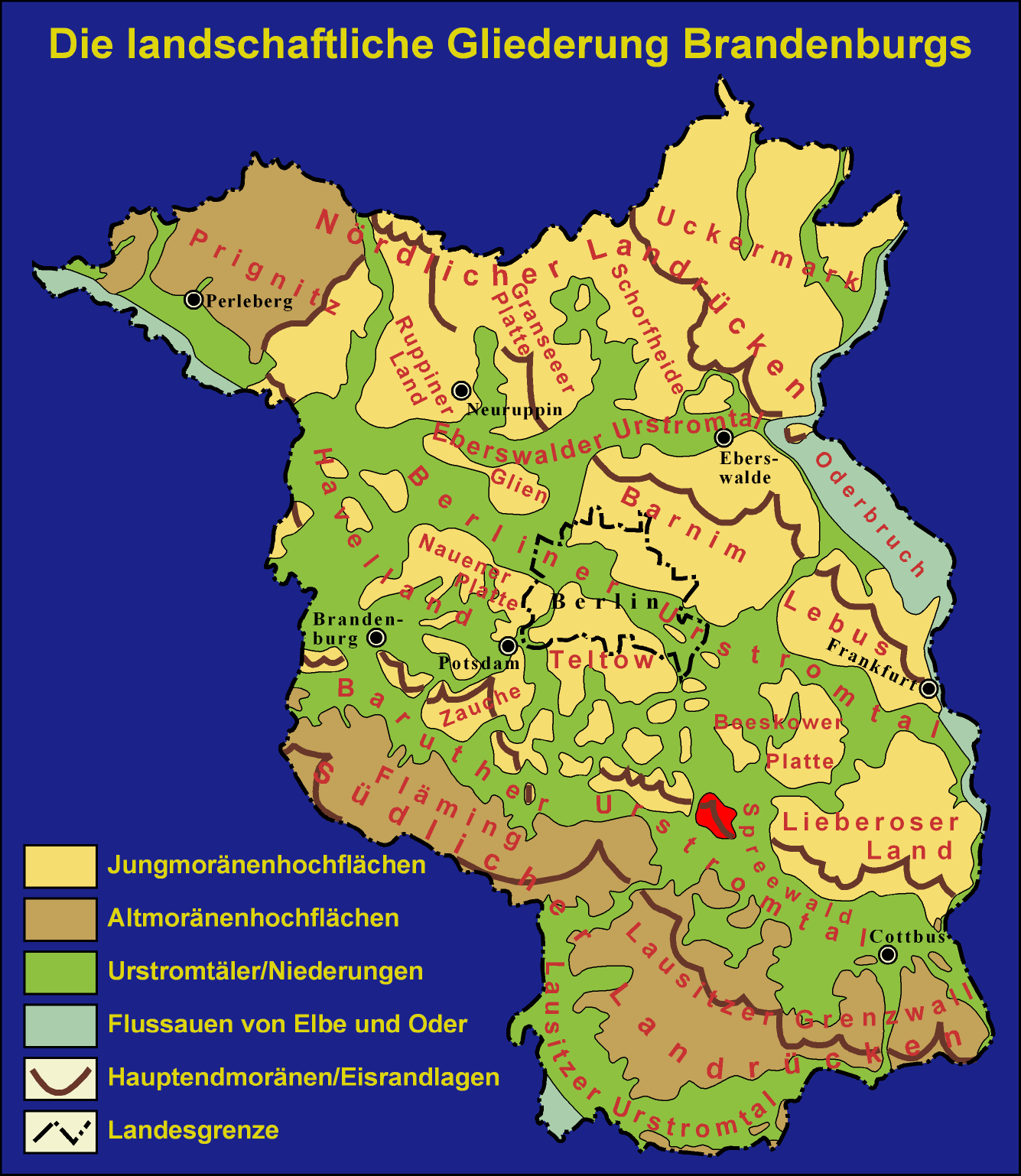
Die Lage der Krausnicker Berge (rot markiert) in Brandenburg

Die Krausnicker Berge sind ein kleines Hochgebiet im südlichen Brandenburg. 

## Name und geographische Lage
Die Krausnicker Berge, auch unter dem Namen Bergspreewald bekannt, sind nach dem südlich gelegenen Dorf Krausnick benannt. Die höchste Erhebung ist mit 144 Metern der Wehlaberg, die auf der Gemarkung von Groß Wasserburg liegt. Die Krausnicker Berge bilden die Grenze zwischen dem Spreewald im Südosten und dem Dahmeland im Nordwesten. Sowohl die Berge selbst als auch die unmittelbar angrenzenden Seen (Heideseen und Luchsee) gehören zum Biosphärenreservat Spreewald und sind ein beliebtes Ausflugsziel. Die nordwestlichen Teile (einschließlich des Wehlaberges) liegen im Naturschutzgebiet Heideseen.

## Entstehung

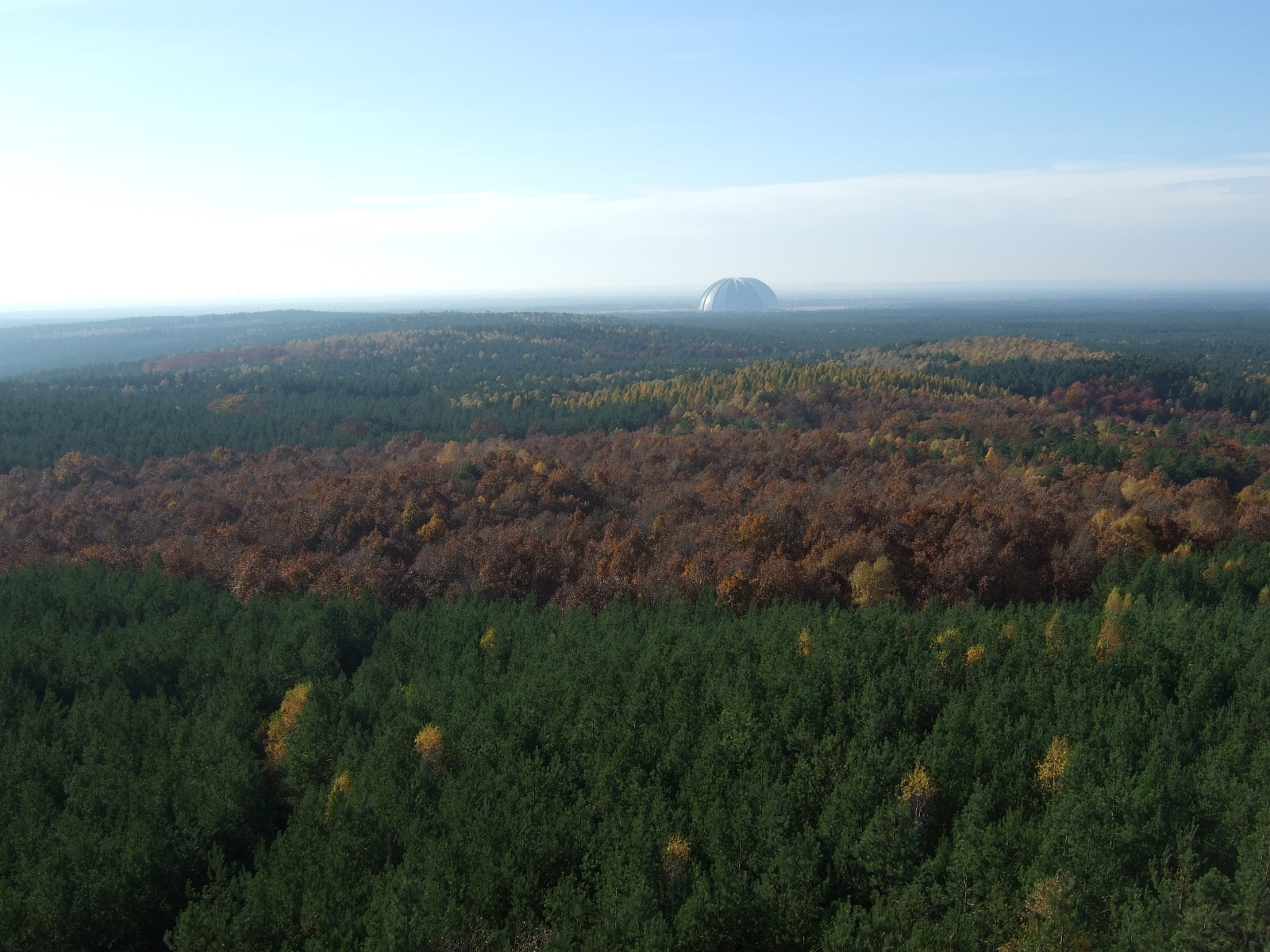
Blick in Richtung Tropical Islands vom Wehlaberg

Die Landschaft der Krausnicker Berge entstand, wie ganz Brandenburg, im Eiszeitalter durch die Formung des skandinavischen Inlandeises. Prägend für die Krausnicker Berge waren die Eisvorstöße der Saale- und der Weichseleiszeit. Die entscheidende Formung als Hochgebiet fand nach dem bisherigen Kenntnisstand bereits in der Saaleeiszeit statt. Das Hochgebiet wird als eine Stauchmoräne gedeutet. In der folgenden Weichseleiszeit erreichte das Inlandeis an den Bergen seine maximale Ausdehnung nach Süden. Das Eis umfloss die Berge anfangs wie einen Strompfeiler und bildete südlich von ihnen, von Osten kommend, eine Gletscherzunge aus, in deren Becken sich heute der Luchsee befindet. Dem Stauchungsgebiet wurden dabei jüngere Endmoränen, zu denen auch der Wehlaberg gehört, aufgesetzt. An den Bergen befanden sich zwei große Gletschertore. Von dort aus wurde westlich der Krausnicker Berge mit dem Brand ein ausgedehnter Sander gebildet. Von etwa 80 m ü. NN an den Krausnicker Bergen dacht er sich auf etwa 60 m ü. NN nach Südwesten ab, bevor er an das Baruther Urstromtal grenzt, welches die Schmelzwässer weiter nach Westen abführte. Heute befindet sich auf dem Brand, der zu DDR-Zeiten von der Sowjetarmee in Anspruch genommen wurde, die als Tropical Islands genutzte  Cargolifter-Werfthalle.
Vom Gletschertor am Bunten Stiel (siehe unten) schließt sich nach Norden bis zum Köthener See eine intensiv verkesselte Landschaft an, die durch das Austauen der hier zahlreich verschütteten Toteisblöcke entstand. In den Senken und Rinnen dieser Landschaft liegen die Heideseen, eine Seenplatte mit sechs kleinen Waldseen.
Nach dem Abschmelzen des Eises, noch vor der Wiederbewaldung, bildeten sich auf den Krausnicker Bergen einige periglaziale Erscheinungen, vor allem Trockentäler und Windkanter. Von den ursprünglich vorhandenen Traubeneichenmischwäldern sind heute nur noch Reste vorhanden. Meist stocken Kiefernforste auf den sandigen Flächen.

## Sehenswertes

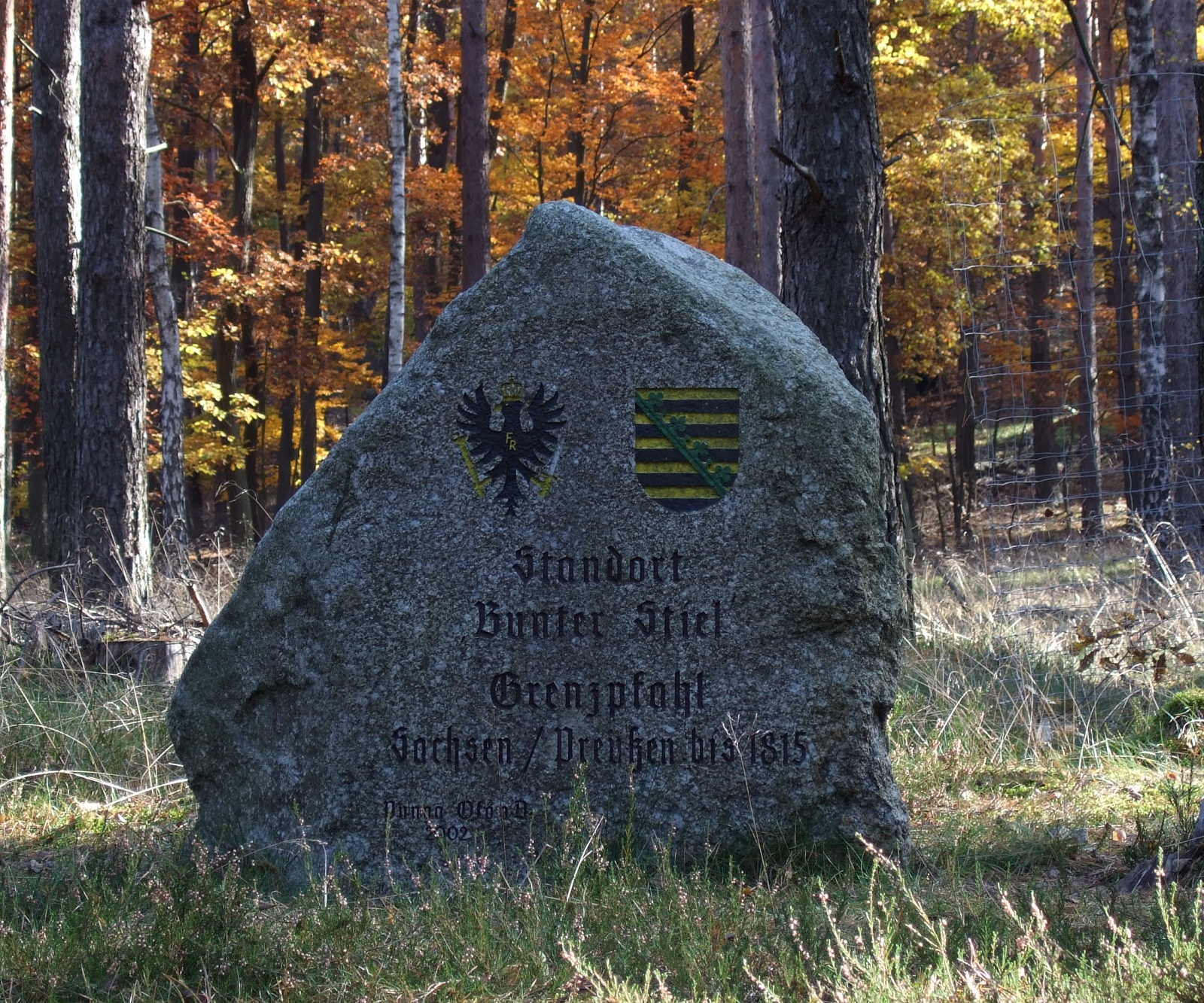
Grenzstein Bunter Stiel

- Auf Grund der für brandenburgische Verhältnisse extremen Höhenunterschiede (100 m auf weniger als einen Kilometer Horizontalentfernung) sind bereits die Berge an sich lohnendes Ausflugsziel.
- Auf dem Wehlaberg befindet sich seit 2003 ein Aussichtsturm. Bei guter Fernsicht reicht der Blick bis zum Berliner Fernsehturm und zum Kraftwerk Jänschwalde (jeweils ca. 60 km Entfernung).
- Über die Krausnicker Berge verlief bis 1815 die Grenze zwischen Sachsen und Preußen. An den Standort der Grenzpfähle erinnert bis heute die Ortsbezeichnung Bunter Stiel, die heute von einem Gedenkstein markiert wird.
- Etwa zwei Kilometer westlich des Wehlaberges erinnert an einem Waldweg ein weiterer Gedenkstein an den ehemaligen Standort des Gasthauses Hungriger Wolf, einst eine Station am Haupthandelsweg von Berlin nach Cottbus.
- Sehenswert sind auch die noch erhaltenen Eichen als Reste der ehemaligen Eichenmischwälder.
- Die Heideseen an den Krausnicker Bergen sind ebenfalls ein beliebtes Ausflugsziel.